# Онышкевич, Мирослав Григорьевич
Мирослав Григорьевич Онышкевич («Орест», «Белый», «Богдан»; 26 января, 1911, Угнев, Австро-Венгрия — 7 июля 1950, Варшава, Польша) — видный деятель украинского национально-освободительного движения. Полковник УПА. Командир военного округа «Сан», принадлежащему к УПА-Запад.

## Биография
Родился 26 января 1911 года в Угневе, на Львовщине. После окончания народной школы в Угневе учился также в украинской гимназии во Львове, которую не закончил в связи с болезнью.
В 1929-1931 годах учился в технической школе в Ковеле, где также вступил в ОУН и стал её активным членом. Летом 1931 вероятно участвовал в сожжении моста на дороге Ковель-Ратно. Арестован в сентябре 1931 за принадлежность к ОУН и распространение листовок, находился в следственном изоляторе Луцка до ноября 1932. Тогда формально осужден на один год и сразу освобожден.
Видимо с началом 1933 призван служить в польскую армию, где сразу старался привлечь сослуживцев-украинцев к деятельности в ОУН. Но в апреле 1933 апелляционный суд предыдущий приговор изменил на 3 года заключения и его забрали обратно в тюрьму, откуда был выпущен по случаю амнистии после смерти Юзефа Пилсудского в 1935 году. Онышкевич вернулся к Угнев, где работал в адвокатской канцелярии д-ра Ивана Козака. В 1936 году Мирослав Онышкевич женился на Стефании Зварыч, а через год у них родился сын Владимир. Где-то в том времени он — сотрудник издательства «Дешевая книжка». В 1938 переехал во Львов, где работал в магазине, как продавец и тайно куратор связного пункта ОУН.
С началом Второй Мировой войны в 1939-1941 находится на немецкой стороне границы, вероятно работает бухгалтером. Летом 1941 принял активное участие в походных группах в центральные и восточные области Украины, временно был связным Краевого провода ОУН в Киеве со Львовом. С 1942 года — военный референт провода ОУН Львовской области. Весной 1943 предназначен организационно-мобилизационным референтом Львовщины. От июля 1943 он являлся заместителем областного командира Украинской Народной самообороны (УНС).
В конце апреля 1944 был заместителем командира Военного Округа «Буг» Остапа Линды, в частности командир УПА-Запад Василий Сидор-Шелест подчинил Мирославу сотню Ивана Шпонтака-«Зализняка».
28 марта 1944 года в бою с польскими партизанами погиб его брат, Тарас.
Переход советско-германской линии фронта совершил в июле 1944 года вместе с сотней «Зализняка».
В середине марта 1945 года назначен командующим округом ВО-6 «Сан». Как командующий УПА в Восточной Польше, он отвечает за проведения диверсионных действия в этом районе, поджигая леса, разрушая мосты, железные и автомобильные дороги, сжигая сельское хозяйство.
После роспуска структур УПА в Польше в ноябре 1947 проживал на Западных землях Польши вместе со своими земляками из Угнева, которые были депортированы туда во время операции «Висла», а затем скрывался в селе Тоновище Вроцлавского воеводства. Частично легализовался под фиктивным именем Ян Зварыч.
В марте 1948 Онышкевич с одним бойцом своей охраны «Богданом» был арестован польской полицией, а в мае 1950 Военный районный суд в Варшаве приговорил Онышкевича к высшей мере — расстрелу.
Согласно протоколу казнен 6 июля 1950 в тюрьме в Мокотове в Варшаве. Его тело закопали в безымянной могиле, вероятно, на военном коммунальном кладбище на варшавских Повонзках.